# Jezioro Bagry

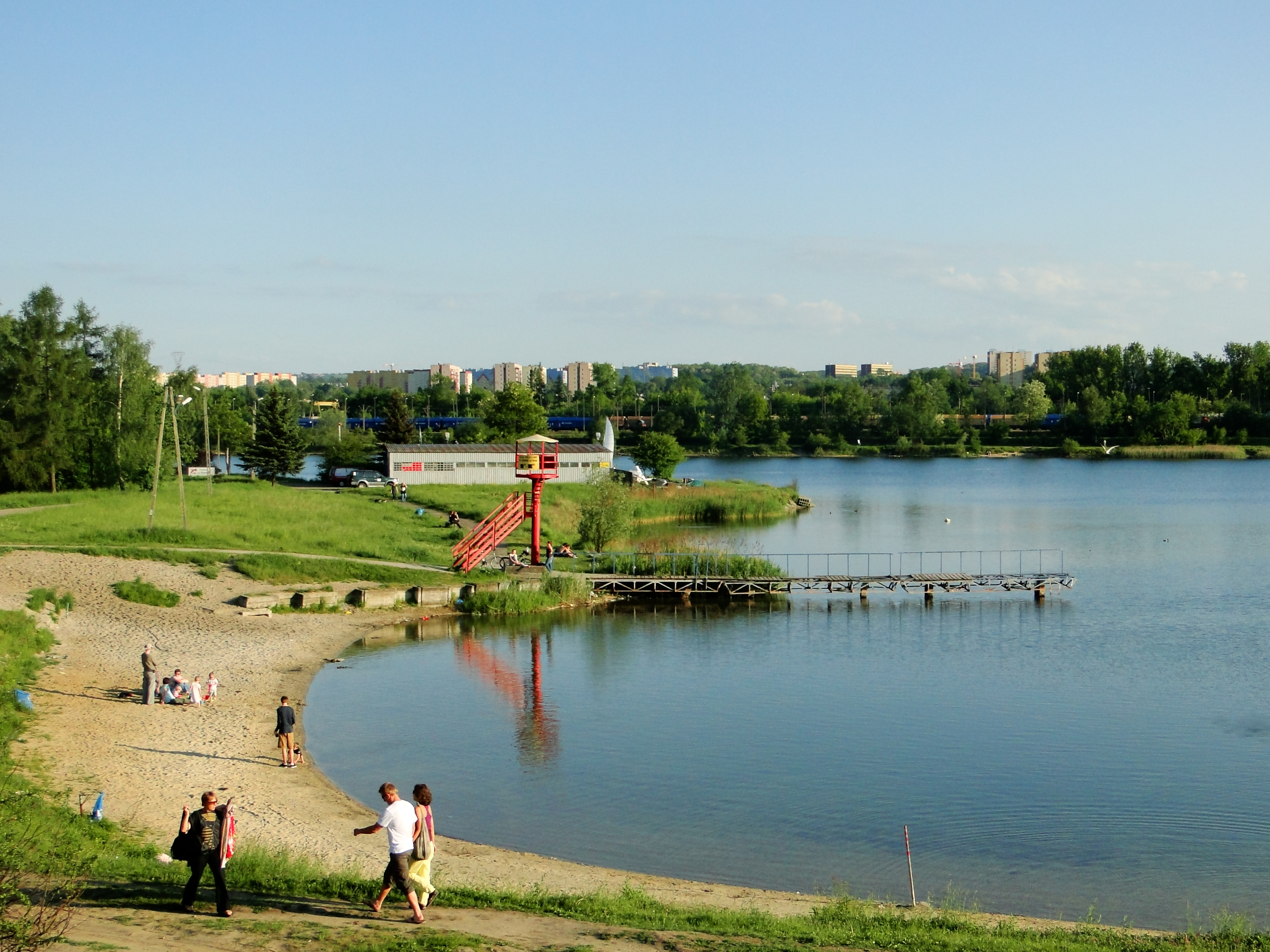
Strand

Das Jezioro Bagry, auch Bagry genannt, ist ein Baggersee in der polnischen Woiwodschaft Kleinpolen auf dem Gebiet der Stadt Krakau im Stadtteil Płaszów, im Stadtbezirk Podgórze südlich der Weichsel.

## Beschreibung
Der See liegt auf einer Höhe von ca. 200 Metern über NN und ist 31,4 ha groß und ca. 10 Meter tief. Er entstand anstelle einer ehemaligen Kiesgrube. Die Ufer sind zum großen Teil mit Schilf bewachsen und dienen Brutvögeln als Brutstätte.

## Tourismus
Am Ufer des Sees befinden sich drei Marinas und ein Strand. Der See wird von den Krakauern als Naherholungsgebiet genutzt, zumal er mit dem Zug, der Straßenbahn und Bussen vom Stadtzentrum leicht zu erreichen ist.